# Alblasserwaards
Het Alblasserwaards is het streekdialect gesproken in de Alblasserwaard. Het wordt gerekend tot de Utrechts-Alblasserwaardse groep, de oostelijke variant van het Hollands. De verwantschappen liggen echter niet alleen bij het Utrechts, maar ook bij het Dordts, het IJsselmonds en het Krimpenerwaards. Het Vijfheerenlands wordt wel bij het Alblasserwaards getrokken.
Het handelsmerk van het Utrechts, de lange aa voor de Nederlandse a, komt ook in het Alblasserwaards terug. De Nederlandse aa, die in het Utrechts consequent naar ao verkleurt, kan in veel Alblasserwaardse dialecten met ae en ao corresponderen. Hieraan ligt een etymologisch verschil ten grondslag: de Oudgermaanse aa komt meestal terug als ae, de lange aa ontstaan uit een korte of in nieuwe (geïmporteerde) woorden klinkt gewoonlijk als ao. Vroeger kenden de meeste Hollandse dialecten dit verschil, maar door de normen van de standaardtaal werden beide klanken afgekeurd als onzuivere realisaties van de aa. T-deletie, algemeen in Utrecht, ontbreekt. De scherplange êê en ôô hebben ook hier goed standgehouden, evenals veel oud-Hollands idioom dat bijvoorbeeld op IJsselmonde allang verdwenen is, zoals veul voor veel, hai zee voor hij zei en laeg voor zowel laag als leeg.
Het vijftiende-eeuwse Alblasserwaards was een van de belangrijkste componenten in de vorming van het Bildts.
De Alblasserwaard is lang een vrij geïsoleerd, vanuit de Randstad alleen per pont te bereiken en geheel niet verstedelijkt gebied geweest. Zo kon zijn taal relatief ver van het Standaardnederlands af blijven staan. In de twintigste eeuw nam de mobiliteit toe en begon het gebied zich in toenemende mate op de Randstad, vooral op Dordrecht te richten. Papendrecht, Sliedrecht en  Alblasserdam groeiden uit tot kleine forenzensteden en de dialectsprekende bevolking nam sterk af. Bovendien stond het dialect niet in hoog aanzien en voedden de authentieke Alblasserwaarders hun kinderen steeds vaker in het Standaardnederlands op. Thans is de volkstaal van de Alblasserwaard meer een soort dialect zoals het Stad-Utrechts, dat zich voornamelijk door een ander accent van het Standaardnederlands onderscheidt.
Opgeschreven wordt het dialect nog het meest in Sliedrecht, waar het lang standgehouden heeft en sterker afwijkt dan in veel andere dorpen. In het plaatselijk huis-aan-huisblad verschijnen stukjes in dit dialect, die gebundeld zijn in het boekje Op z'n Slierechs gezeed. In 2006 kwam het Grote Slierechse Woordenboek uit.
Ook de Stichting Streektaal Alblasserwaard & Vijfheerenlanden heeft dialectuitgaven op haar naam staan.